# Maluti-A-Phofung Local Municipality
Maluti-A-Phofung (englisch Maluti-A-Phofung Local Municipality) ist eine Lokalgemeinde im Distrikt Thabo Mofutsanyana, Provinz Freistaat, Südafrika. Der Verwaltungssitz befindet sich in Phuthaditjhaba. Bürgermeisterin ist Mamotsheare Maria Lakaje-Mosia.
Der Gemeindename ist ein zusammengesetzter Begriff aus den Sesothoworten für die Drakensberge (Maluti) und für den Berg Sentinel (3165 m), der in Sesotho Phofung genannt wird. Er liegt im Gebiet des Mont-Aux-Sources, ist aber der höchste Gipfel der Region Qwaqwa.
Die Lokalgemeinde wurde am 5. Dezember 2000 im Rahmen einer landesweiten Gemeindegebietsreform gebildet.

## Städte und Orte
Die Namen der dazugehörigen Townshipsiedlungen sind in Klammern angegeben.
| - Bergsig - Boiketlo - Boitekong - Bolata - Botjhabelo - Dinkweng - Dithotaneng - Ha-Rankopane | - Harrismith - Ha-Sethunya - Ha-Taudi - Intabazwe - Jwala Boholo - Kestell - Kgibiditing - Korinte | - Kudumane - Lejwaneng - Letshalemaduke - Lewaneng - Lotusville - Mabolela - Makeneng - Makgemeng | - Makhalaneng - Makwane - Phuthaditjhaba - Witsieshoek (Phuthaditjhaba) |

## Bevölkerung
Im Jahr 2011 hatte die Gemeinde 335.784 Einwohner in 100.228 Haushalten auf einer Gesamtfläche von 4337,66 km². Davon waren 98,2 % schwarz und 1,3 % weiß. Erstsprache war zu 81,7 % Sesotho, zu 10,7 % isiZulu, zu 2 % Afrikaans und zu 1,5 % englisch.